# Rio Câlnic (Gilort)
O Rio Câlnic é um rio da Romênia, afluente do Rio Gilort, localizado no distrito de Gorj.